# داروين أولمبيك
داروين أولمبيك هو نادي كرة قدم أسترالي